# Gare de Daikan-yama
La gare de Daikan-yama (代官山駅, Daikan-yama-eki) est une gare ferroviaire de la ville de Tokyo au Japon. Elle est située dans le quartier de Daikanyama, dans l'arrondissement de Shibuya. La gare est gérée par la compagnie Tōkyū.

## Situation ferroviaire
La gare de Daikan-yama est située au point kilométrique (PK) 1,5 de la ligne Tōkyū Tōyoko.

## Histoire
La gare a été inaugurée le 28 août 1927.

## Services des voyageurs

### Accueil
La gare dispose d'un bâtiment voyageurs, avec guichets, ouvert tous les jours.

### Desserte
- Ligne Tōyoko :
  - voie 1 : direction Yokohama (interconnexion avec la ligne Minatomirai pour Motomachi-Chūkagai)
  - voie 2 : direction Shibuya (interconnexion avec la ligne Fukutoshin pour Kotake-Mukaihara et Wakōshi)